# 하늘의 색, 물의 색
《하늘의 색, 물의 색》(일본어: そらのいろ、みずのいろ)은 2004년 6월 25일에 주식회사 스페이스 프로젝트의 어덜트 게임 브랜드, Ciel(셸)이 제작한 에로게다. 또한, 이것을 원작으로, 2006년 7월 28일에 주식회사 웨닛쿠의 성인용 애니메이션 브랜드, 히마진이 제작한 성인용 애니메이션이다.
줄여서 소라미즈(일본어: そらみず)라고도 한다.